# Estoibadeo
El Estoibadeo (en griego moderno Στοιβαδείον) es un templo dedicado a Dioniso ubicado en la isla griega de Delos. Sus ruinas forman parte del yacimiento arqueológico de Delos, declarado Patrimonio de la Humanidad por la Unesco.

## Descripción

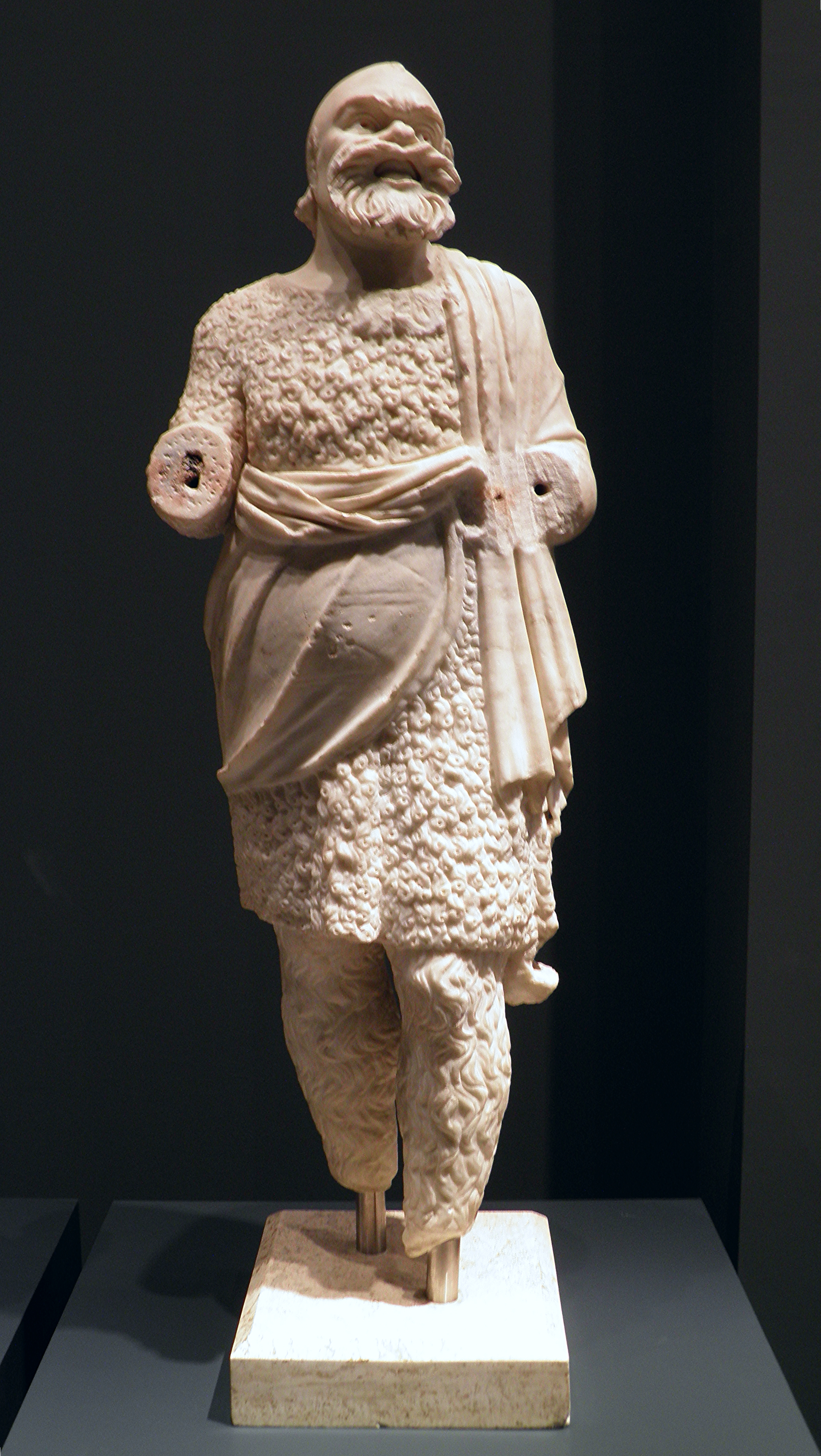
Estatua de un actor en el papel de Padre Sileno (Papposilenos) encontrada en una villa romana de Torre Astura

Se construyó por fases durante el período helenístico, en torno al 300-100 a. C. 
El Estoibadeo contiene una plataforma rectangular que soporta una estatua del dios del teatro Dioniso, flanqueada por dos actores que personifican a paposilenos. Estas esculturas se encuentran ahora en el Museo Arqueológico de Delos para su protección. 
Dos pilares, uno a cada lado de la plataforma, sostenían cada uno de ellos un enorme falo, como símbolo de Dioniso.Ambos falos están rotos. El pilar sur está decorado con escenas en relieve de un círculo dionisíaco. Tres lados del pilar sur tienen representaciones en relieve: la escena central muestra un gallo cuya cabeza y cuello se alargan formando un falo. A cada lado hay grupos escultóricos que representan a Dioniso y una ménade, con un pequeño sileno a un lado y una figura de Pan al otro. El pilar sur lleva una inscripción que dice que fue erigido ca. 300 a. C. por un delio llamado Caristio para celebrar una representación teatral victoriosa que había patrocinado.